# Olympische Geschichte Panamas
| Gelbes Symbol für Goldmedaillen mit stilisierten Olympischen Ringen | Graues Symbol für Silbermedaillen mit stilisierten Olympischen Ringen | Braundes Symbol für Bronzemedaillen mit stilisierten Olympischen Ringen |
| ------------------------------------------------------------------- | --------------------------------------------------------------------- | ----------------------------------------------------------------------- |
| 1                                                                   | —                                                                     | 2                                                                       |

Panama, dessen NOK, das Comité Olímpico de Panamá, 1934 gegründet und 1947 vom IOC anerkannt wurde, nimmt seit 1928 an Olympischen Sommerspielen teil. 1932, 1936 und 1956 wurde auf eine Teilnahme verzichtet. 1980 schloss man sich dem Boykott der Spiele von Moskau an. Zu Winterspielen wurden bislang keine Sportler entsandt. Jugendliche Sportler nahmen an beiden bislang ausgetragenen Jugend-Sommerspielen teil.

## Übersicht

### Sommerspiele

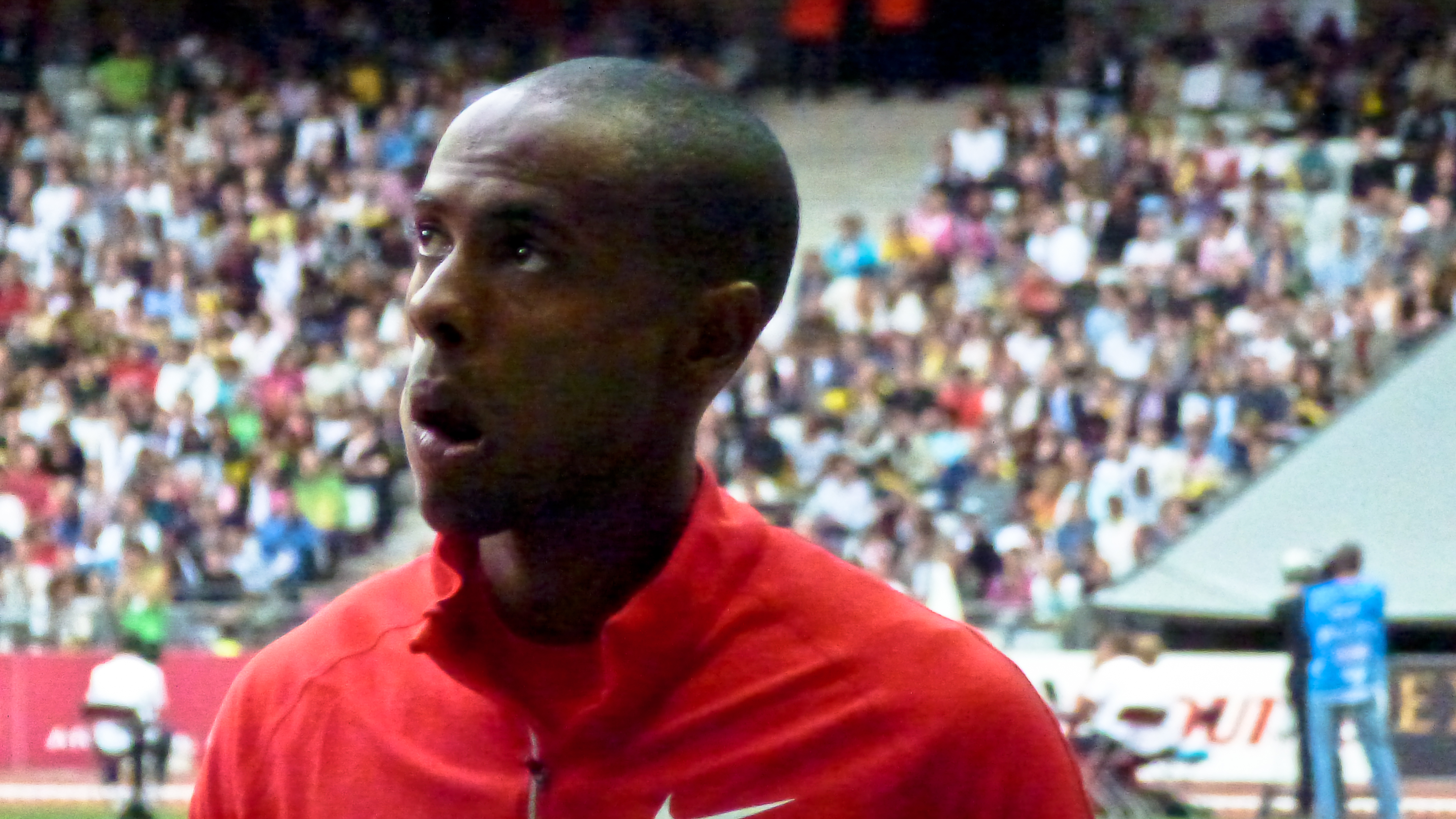
Irving Saladino, Olympiasieger 2008

Die erste Olympiamannschaft Panamas bestand 1928 aus dem Schwimmer Adán Gordón, der am 7. August 1928 Panamas erster Olympionike war. Die erste Frau des Landes bei Olympischen Spielen war am 1. September 1960 die Sprinterin Jean Holmes.
Panama verzichtete auf eine Teilnahme an den Spielen von 1932, 1936 und 1956. Das Land folgte dem Boykottaufruf der USA und blieb 1980 den Spielen von Moskau fern.
Neben Schwimmen (seit 1928) und der Leichtathletik (seit 1948) nahmen panamaische Athleten in der Folgezeit in den Sportarten Gewichtheben (seit 1952), Ringen (seit 1960), Boxen und Judo (seit 1964), Basketball (seit 1968), Fechten (seit 1984), Schießen und Kanu (seit 1996), Taekwondo (seit 2012) und Turnen (seit 2016) teil.
Der Leichtathlet Lloyd LaBeach gewann in London 1948 über 100 und 200 Meter jeweils die Bronzemedaille und wurde damit Panamas erster Medaillengewinner. 28 Jahre später, 1976 in Montreal, konnte sich wieder ein panamaischer Athlet für ein Finale qualifizieren. Guy Abrahams wurde über 100 Meter Fünfter. Bis zur nächsten Finalteilnahme sollte es dann wiederum 28 Jahre dauern. 2004 in Athen wurde Bayano Kamani über 400 Meter Hürden Fünfter. Irving Saladino konnte dann 2008 in Peking nach 60 Jahren die dritte Medaille Panamas gewinnen. Gleichzeitig war es der erste Olympiasieg des Landes, als Saladino den Weitsprung gewann. 2016 in Rio de Janeiro wurde Alonso Edward Siebter über 100 Meter.

### Jugendspiele
Sieben jugendliche Sportler, sechs Jungen und ein Mädchen, gingen bei der ersten Austragung von Olympischen Jugend-Sommerspielen 2010 in Singapur in der Leichtathletik, im Basketball und im Reiten an den Start. Der Sprinter Mateo Edward wurde über 100 Meter Achter.
2014 in Nanjing nahmen acht panamaische Athleten, sechs Jungen und zwei Mädchen, teil. Sie traten in der Leichtathletik, im Schwimmen, Golf und Turnen an. Medaillen konnten bei beiden Veranstaltungen nicht gewonnen werden.

## IOC-Mitglied
Der Finanzmanager und damalige Präsident des panamaischen NOKs, Melitón Sánchez Rivas, war von 1998 bis 2014 Mitglied des IOC. Seit 2015 ist er Ehrenmitglied.

## Übersicht der Teilnehmer

### Sommerspiele
| Jahr      | Athleten           | Athleten           | Athleten           | Flaggenträger          | Sportarten         | Sportarten         | Sportarten         | Sportarten         | Sportarten         | Sportarten         | Sportarten         | Sportarten         | Sportarten         | Sportarten         | Sportarten         | Sportarten         | Medaillen          | Medaillen          | Medaillen          | Medaillen          | Rang               |
| Jahr      | Gesamt             | Männer             | Frauen             | Flaggenträger          | Schwimmen          | Leichtathletik     | Gewichtheben       | Ringen             | Boxen              | Judo               | Basketball         | Fechten            | Schießen           | Kanusport          | Taekwondo          | Turnen             |                    |                    |                    | Gesamt             | Rang               |
| --------- | ------------------ | ------------------ | ------------------ | ---------------------- | ------------------ | ------------------ | ------------------ | ------------------ | ------------------ | ------------------ | ------------------ | ------------------ | ------------------ | ------------------ | ------------------ | ------------------ | ------------------ | ------------------ | ------------------ | ------------------ | ------------------ |
| 1896–1924 | nicht teilgenommen | nicht teilgenommen | nicht teilgenommen | nicht teilgenommen     | nicht teilgenommen | nicht teilgenommen | nicht teilgenommen | nicht teilgenommen | nicht teilgenommen | nicht teilgenommen | nicht teilgenommen | nicht teilgenommen | nicht teilgenommen | nicht teilgenommen | nicht teilgenommen | nicht teilgenommen | nicht teilgenommen | nicht teilgenommen | nicht teilgenommen | nicht teilgenommen | nicht teilgenommen |
| 1928      | 1                  | 1                  | 0                  | Adán Gordón            | 1                  |                    |                    |                    |                    |                    |                    |                    |                    |                    |                    |                    |                    |                    |                    |                    |                    |
| 1932–1936 | nicht teilgenommen | nicht teilgenommen | nicht teilgenommen | nicht teilgenommen     | nicht teilgenommen | nicht teilgenommen | nicht teilgenommen | nicht teilgenommen | nicht teilgenommen | nicht teilgenommen | nicht teilgenommen | nicht teilgenommen | nicht teilgenommen | nicht teilgenommen | nicht teilgenommen | nicht teilgenommen | nicht teilgenommen | nicht teilgenommen | nicht teilgenommen | nicht teilgenommen | nicht teilgenommen |
| 1948      | 1                  | 1                  | 0                  |                        |                    | 1                  |                    |                    |                    |                    |                    |                    |                    |                    |                    |                    |                    |                    | 2                  | 2                  | 32                 |
| 1952      | 1                  | 1                  | 0                  | Carlos Chávez          |                    |                    | 1                  |                    |                    |                    |                    |                    |                    |                    |                    |                    |                    |                    |                    |                    |                    |
| 1956      | nicht teilgenommen | nicht teilgenommen | nicht teilgenommen | nicht teilgenommen     | nicht teilgenommen | nicht teilgenommen | nicht teilgenommen | nicht teilgenommen | nicht teilgenommen | nicht teilgenommen | nicht teilgenommen | nicht teilgenommen | nicht teilgenommen | nicht teilgenommen | nicht teilgenommen | nicht teilgenommen | nicht teilgenommen | nicht teilgenommen | nicht teilgenommen | nicht teilgenommen | nicht teilgenommen |
| 1960      | 6                  | 2                  | 4                  |                        |                    | 4                  | 1                  | 1                  |                    |                    |                    |                    |                    |                    |                    |                    |                    |                    |                    |                    |                    |
| 1964      | 10                 | 6                  | 4                  |                        |                    | 4                  | 1                  | 3                  | 1                  | 1                  |                    |                    |                    |                    |                    |                    |                    |                    |                    |                    |                    |
| 1968      | 16                 | 16                 | 0                  |                        |                    |                    | 2                  | 2                  |                    |                    | 12                 |                    |                    |                    |                    |                    |                    |                    |                    |                    |                    |
| 1972      | 7                  | 7                  | 0                  | Donaldo Arza           |                    | 1                  | 2                  | 2                  | 2                  |                    |                    |                    |                    |                    |                    |                    |                    |                    |                    |                    |                    |
| 1976      | 8                  | 7                  | 1                  |                        | 3                  | 1                  | 2                  | 1                  |                    | 1                  |                    |                    |                    |                    |                    |                    |                    |                    |                    |                    |                    |
| 1980      | nicht teilgenommen | nicht teilgenommen | nicht teilgenommen | nicht teilgenommen     | nicht teilgenommen | nicht teilgenommen | nicht teilgenommen | nicht teilgenommen | nicht teilgenommen | nicht teilgenommen | nicht teilgenommen | nicht teilgenommen | nicht teilgenommen | nicht teilgenommen | nicht teilgenommen | nicht teilgenommen | nicht teilgenommen | nicht teilgenommen | nicht teilgenommen | nicht teilgenommen | nicht teilgenommen |
| 1984      | 8                  | 7                  | 1                  | José Díaz              | 1                  | 2                  | 3                  | 1                  |                    |                    |                    | 1                  |                    |                    |                    |                    |                    |                    |                    |                    |                    |
| 1988      | 6                  | 6                  | 0                  | Manuel Gutiérrez       | 1                  |                    | 2                  | 3                  |                    |                    |                    |                    |                    |                    |                    |                    |                    |                    |                    |                    |                    |
| 1992      | 5                  | 5                  | 0                  |                        | 1                  | 1                  | 1                  | 2                  |                    |                    |                    |                    |                    |                    |                    |                    |                    |                    |                    |                    |                    |
| 1996      | 7                  | 5                  | 2                  | Eileen Marie Coparropa | 2                  | 1                  | 1                  | 1                  |                    |                    |                    |                    | 1                  | 1                  |                    |                    |                    |                    |                    |                    |                    |
| 2000      | 6                  | 4                  | 2                  | Eileen Marie Coparropa | 2                  | 1                  | 1                  |                    |                    | 1                  |                    |                    | 1                  |                    |                    |                    |                    |                    |                    |                    |                    |
| 2004      | 4                  | 3                  | 1                  | Eileen Marie Coparropa | 2                  | 2                  |                    |                    |                    |                    |                    |                    |                    |                    |                    |                    |                    |                    |                    |                    |                    |
| 2008      | 5                  | 3                  | 2                  | Jesika Jiménez         | 2                  | 2                  |                    |                    |                    |                    |                    | 1                  |                    |                    |                    |                    | 1                  |                    |                    | 1                  | 52                 |
| 2012      | 8                  | 6                  | 2                  | Jesika Jiménez         | 2                  | 3                  |                    |                    | 1                  | 1                  |                    |                    |                    |                    | 1                  |                    |                    |                    |                    |                    |                    |
| 2016      | 10                 | 4                  | 6                  | Alonso Edward          | 2                  | 3                  |                    |                    | 1                  |                    |                    | 1                  | 1                  |                    | 1                  | 1                  |                    |                    |                    |                    |                    |
| Gesamt    | Gesamt             | Gesamt             | Gesamt             | Gesamt                 | Gesamt             | Gesamt             | Gesamt             | Gesamt             | Gesamt             | Gesamt             | Gesamt             | Gesamt             | Gesamt             | Gesamt             | Gesamt             | Gesamt             | 1                  | 0                  | 2                  | 3                  | 93                 |

### Winterspiele
| Jahr      | Athleten           | Athleten           | Athleten           | Flaggenträger      | Sportarten         | Medaillen          | Medaillen          | Medaillen          | Medaillen          | Medaillen          |
| Jahr      | Gesamt             | m                  | w                  | Flaggenträger      | Sportarten         |                    |                    |                    | Gesamt             | Rang               |
| --------- | ------------------ | ------------------ | ------------------ | ------------------ | ------------------ | ------------------ | ------------------ | ------------------ | ------------------ | ------------------ |
| 1924–2018 | nicht teilgenommen | nicht teilgenommen | nicht teilgenommen | nicht teilgenommen | nicht teilgenommen | nicht teilgenommen | nicht teilgenommen | nicht teilgenommen | nicht teilgenommen | nicht teilgenommen |
| Gesamt    | Gesamt             | Gesamt             | Gesamt             | Gesamt             | Gesamt             | 0                  | 0                  | 0                  | 0                  | -                  |

### Jugend-Sommerspiele
| Jahr   | Athleten | Athleten | Athleten | Flaggenträger   | Sportarten     | Sportarten | Sportarten | Sportarten | Sportarten | Sportarten | Medaillen | Medaillen | Medaillen | Medaillen | Medaillen |
| Jahr   | Gesamt   | m        | w        | Flaggenträger   | Leichtathletik | Basketball | Reiten     | Schwimmen  | Turnen     | Golf       |           |           |           | Gesamt    | Rang      |
| ------ | -------- | -------- | -------- | --------------- | -------------- | ---------- | ---------- | ---------- | ---------- | ---------- | --------- | --------- | --------- | --------- | --------- |
| 2010   | 7        | 6        | 1        | Enrique Grenald | 2              | 4          | 1          |            |            |            |           |           |           |           |           |
| 2014   | 8        | 6        | 2        |                 | 3              |            |            | 3          | 1          | 1          |           |           |           |           |           |
| Gesamt | Gesamt   | Gesamt   | Gesamt   | Gesamt          | Gesamt         | Gesamt     | Gesamt     | Gesamt     | Gesamt     | Gesamt     | 0         | 0         | 0         | 0         | -         |

### Jugend-Winterspiele
| Jahr      | Athleten           | Athleten           | Athleten           | Flaggenträger      | Sportarten         | Medaillen          | Medaillen          | Medaillen          | Medaillen          | Medaillen          |
| Jahr      | Gesamt             | m                  | w                  | Flaggenträger      | Sportarten         |                    |                    |                    | Gesamt             | Rang               |
| --------- | ------------------ | ------------------ | ------------------ | ------------------ | ------------------ | ------------------ | ------------------ | ------------------ | ------------------ | ------------------ |
| 2012–2016 | nicht teilgenommen | nicht teilgenommen | nicht teilgenommen | nicht teilgenommen | nicht teilgenommen | nicht teilgenommen | nicht teilgenommen | nicht teilgenommen | nicht teilgenommen | nicht teilgenommen |
| Gesamt    | Gesamt             | Gesamt             | Gesamt             | Gesamt             | Gesamt             | 0                  | 0                  | 0                  | 0                  | -                  |

## Medaillengewinner

### Goldmedaillen
| Name            | Spiele      | Sportart       | Disziplin  | Anmerkung          |
| --------------- | ----------- | -------------- | ---------- | ------------------ |
| Irving Saladino | 2008 Peking | Leichtathletik | Weitsprung | erster Olympiasieg |

### Silbermedaillen
Bislang (Stand 2017) keine Medaillengewinner

### Bronzemedaillen
| Name          | Spiele      | Sportart       | Disziplin | Anmerkung              |
| ------------- | ----------- | -------------- | --------- | ---------------------- |
| Lloyd LaBeach | 1948 London | Leichtathletik | 100 Meter | erster Medaillengewinn |
| Lloyd LaBeach | 1948 London | Leichtathletik | 200 Meter |                        |

## Medaillen nach Sportart
| Sportart       | Gold | Silber | Bronze | Gesamt |
| Leichtathletik | 1    | 0      | 2      | 3      |
| Gesamt         | 1    | 0      | 2      | 3      |

## Medaillenspiegel
|                         |   |   |   | Gesamt | Rang |
| ----------------------- | - | - | - | ------ | ---- |
| Olympische Sommerspiele | 1 | 0 | 2 | 3      | 93   |
| Olympische Winterspiele | 0 | 0 | 0 | 0      | -    |
| Gesamt                  | 1 | 0 | 2 | 3      | 94   |